# سیب‌واران

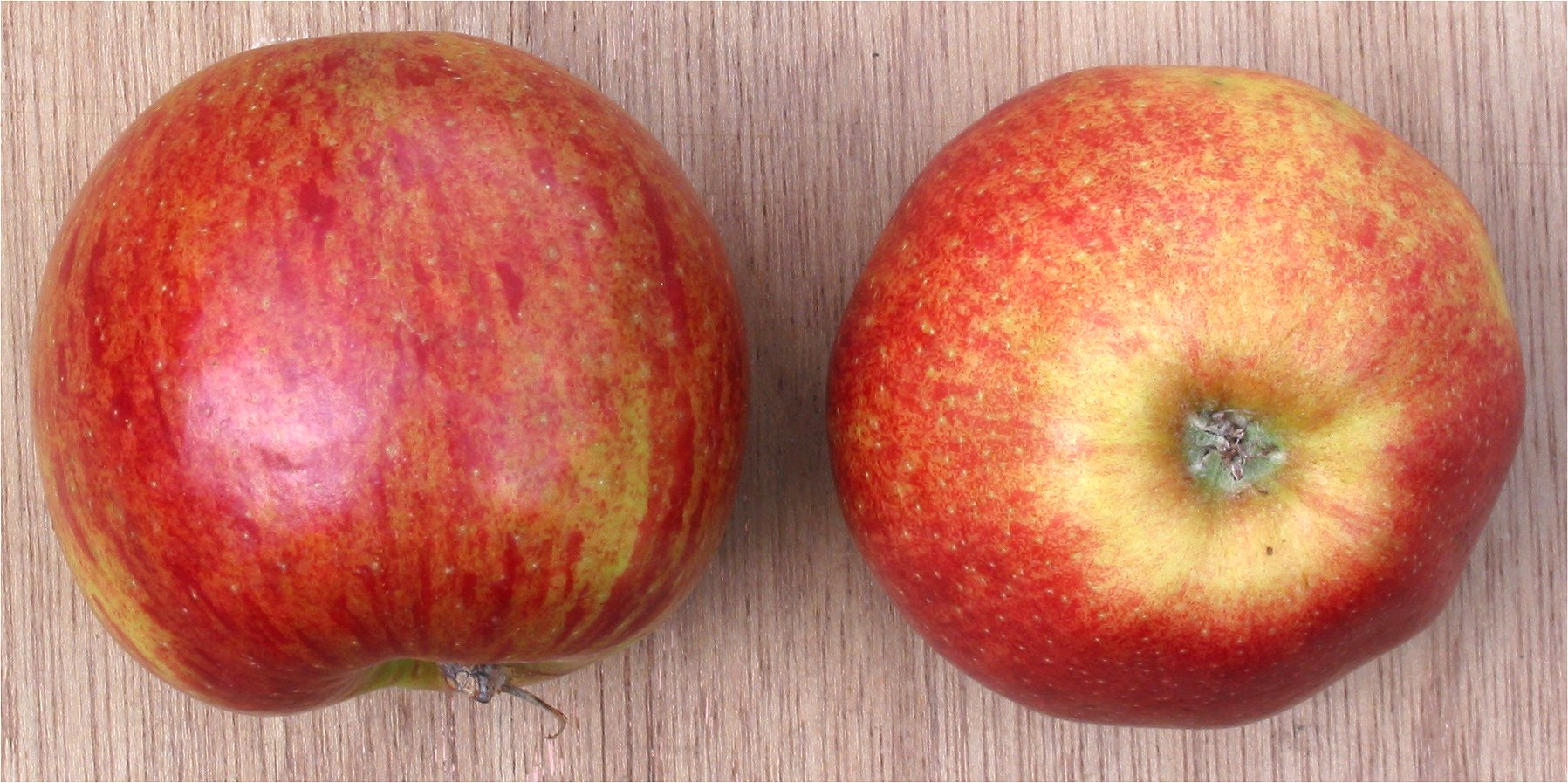
سیب‌واران (دانه‌داران)، یکی از چهار زیرتیرهٔ متعلق به تیرهٔ گل‌سرخیان است.

سیب‌واران (به انگلیسی: Maloideae) یا دانه‌داران یکی از چهار زیرتیره متعلق به تیرهٔ گل‌سرخیان است.
برخی از انواع سرده‌های آن عبارتند از:
- کراتاگوس (سرده) در حدود ۲۸۰ گونه عمدتاً در منطقه معتدل شمالی می‌روید.
- سوربوس (سرده) ۸۵ گونه دارد و در منطقه معتدل شمالی می‌روید.
- کوتونه‌آستر ۵۰ گونه دارد و عمدتاً در منطقه اروپایی - آسیایی و شمال آفریقا می‌روید.
- سیب (سرده) ۲۵ گونه دارد و عمدتاً منطقه معتدل شمالی می‌روید.
- پیروس ۲۰ گونه دارد و منطقه معتدل اروپایی و آسیایی می‌روید.[۱]